# 盧泮
盧泮（1554年—？），字□文，號龙岩，直隸廬州府無為州人，民籍，明朝政治人物。

## 生平
萬曆七年（1579年）己卯科應天府鄉試第九十八名，萬曆八年（1580年）庚辰科會試第二百二十七名，登三甲第一百六十九名進士。吏部觀政，本年授延平府推官，十三年充本省乡试同考官，十五年升刑部主事，十八年差广东恤刑，二十年升员外郎，二十一年升郎中，本年升广平知府，二十六年升四川副使。

## 家族
曾祖盧景；祖父盧彥良；父盧宣，曾任壽官。母汪氏；前母朱氏。